# Cementiri de Manresa
El Cementiri de Manresa és una obra del municipi de Manresa (Bages) protegida com a bé cultural d'interès local.

## Descripció
Façana monumental amb la porta principal decorada amb pilastres i gran cornisa, sota la qual hi ha un fris amb un baix relleu que representa Jesús pujant al Calvari.
Les parets laterals a dita porta estan decorades amb grans làpides. A l'interior, la porta reprodueix la façana d'un temple grec amb dues columnes de capitells dòrics i frontó triangular. A cada banda es desenvolupa un corredor amb columnes clàssiques (12 a cada costat) d'ordre toscà, fins a trobar l'església.
En aquests corredors hi ha practicats els nínxols, alguns de gran valor artístic.
Dins el recinte tancat pels pòrtics i l'entrada estant disseminats de manera ordenada els panteons i sepulcres familiars, alguns d'ells veritables obres d'arquitectura i escultura de gran qualitat que fan del conjunt un atractiu mostrari dels estils de finals del XIX i començaments del XX. Cal destacar: el sepulcre de la família Portabella i Argullol, construït per l'arquitecte Bernat Pejoan i l'escultor Josep Llimona; el panteó de la família Serra i Santamans, d'estil neoromànic, i el de la família Borràs, d'estil neogòtic.
La capella del cementiri és de composició i formalització clàssiques, molt adient al conjunt de la façana exterior-interior.

## Història
Projecte de l'edifici del 1846.